# Rehogar

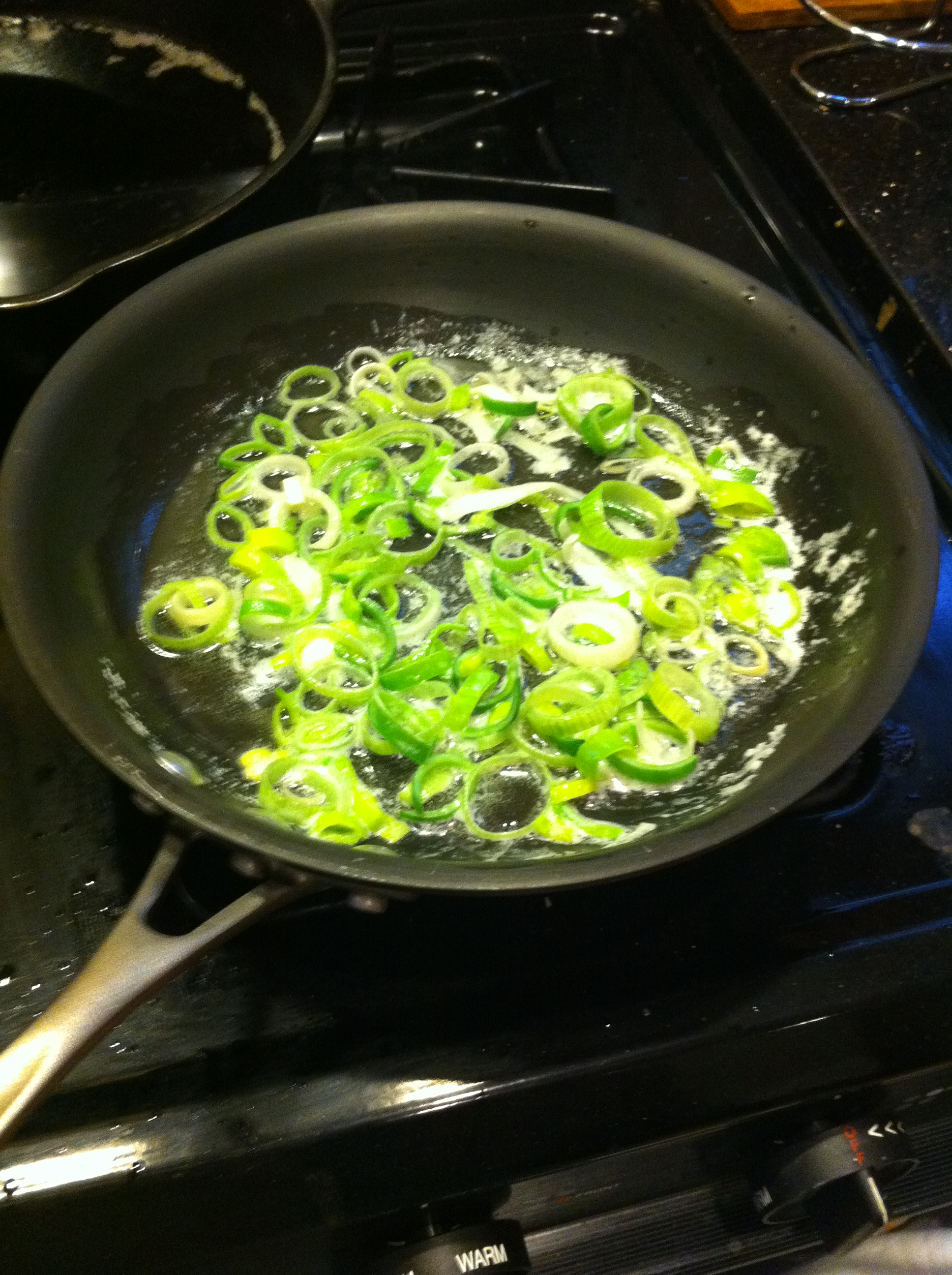
Verdura rehogada

Se llama rehogar a sazonar o freír ligeramente una vianda, cortada en trozos pequeños, a fuego lento, sin agua y muy tapada, para que se penetre de manteca o aceite y otras cosas que se echan en ella.

## Etimología
Según la Real Academia Española, el término rehogar proviene del latín re ("de nuevo") y focus ("fuego").